# Reino Unido en los Juegos Paralímpicos de Nagano 1998
El Reino Unido estuvo representado en los Juegos Paralímpicos de Nagano 1998 por un total de 21 deportistas, 20 hombres y una mujer. El equipo paralímpico británico no obtuvo ninguna medalla en estos Juegos.